# Rajymbek batyr (Metro Almaty)
Rajymbek batyr (kasachisch Райымбек батыр; russisch Райымбек батыра) ist eine Metrostation der Metro Almaty. Sie wurde am 1. Dezember 2011 eröffnet und ist Endbahnhof der Linie A im Norden der Stadt. Benannt ist die Station nach Rajymbek Batyr, einem kasachischen Krieger im 18. Jahrhundert.

## Lage
Der Bahnhof liegt im Stadtbezirk Schetissu an der Grenze zum Stadtbezirk Almaly und erstreckt sich unterirdisch in Nord-Süd-Richtung unter dem Nursultan-Nasarbajew-Prospekt. Er ist der nördliche Endbahnhof der Linie A und rund 1100 m von der Station Schibek Scholy entfernt. In gut 800 m Entfernung von der Station befindet sich der Bahnhof Almaty-2. In der näheren Umgebung befinden sich außerdem die Zentralmoschee und das Kasachische Staatliche Akademische Theater für Kinder und Jugendliche.

## Beschreibung
Der Bahnsteig ist 104 m lang und 10 m breit. Es handelt sich einen Mittelbahnsteig, von dessen südlichen Ende unter der Kreuzung Nasarbajew-Prospekt/Rajymbek batyr-Prospekt Rolltreppen in ein Zwischengeschoss führen. Von dort führen Ausgänge zur Oberfläche an jede der vier Ecken der Straßenkreuzung. Am nördlichen Ende der Station gibt es zwei Ausgänge an beiden Seiten des Nasarbajew-Prospekts. Das Design der Station zeigt nationale Muster.